# بوگونوواتس
بوگونوواتس (به صربی: Bogunovac) یک منطقهٔ مسکونی در صربستان است که در مدوجا واقع شده‌است. بوگونوواتس ۸۹ نفر جمعیت دارد.